# Calciatori della nazionale bulgara
Lista dei calciatori che hanno militato almeno una volta nella nazionale di calcio della Bulgaria. In  grassetto sono indicati i calciatori ancora in attività.
Statistiche aggiornate a tutto il 2011.
| Nome                     | Presenze | Reti | Esordio | Ultima partita |
| ------------------------ | -------- | ---- | ------- | -------------- |
| Stefan Abadžiev          | 27       | 1    | 1955    | 1966           |
| Stefan Aladžov           | 30       | 0    | 1969    | 1979           |
| Aleksandăr Aleksandrov   | 11       | 1    | 1999    | 2003           |
| Atanas Aleksandrov       | ?        | ?    | ?       | ?              |
| Blago Aleksandrov        | ?        | ?    | ?       | ?              |
| Petăr Aleksandrov        | 26       | 5    | 1986    | 1994           |
| Antonio Ananiev          | ?        | ?    | ?       | ?              |
| Ivajlo Andonov           | 5        | 0    | 1991    | 1997           |
| Boris Angelov            | ?        | ?    | ?       | ?              |
| Dian Angelov             | ?        | ?    | ?       | ?              |
| Emil Angelov             | 2        | 0    | 2006    |                |
| Ljubomir Angelov         | 44       | 18   | 1931    | 1940           |
| Sašo Angelov             | ?        | ?    | ?       | ?              |
| Stanislav Angelov        | 39       | 1    | 2006    |                |
| Georgi Antonov           | ?        | ?    | ?       | ?              |
| Vidin Apostolov          | 22       | 3    | 1962    | 1974           |
| Nikolaj Arabov           | 42       | 0    | 1976    | 1986           |
| Georgi Asparuhov         | 50       | 19   | 1962    | 1970           |
| Cvetan Atanasov          | 9        | 2    | 1968    | 1974           |
| Georgi Bačev             | 16       | 1    | 1997    | 1999           |
| Danail Bačkov            | ?        | ?    | ?       | ?              |
| Marin Bakalov            | ?        | ?    | ?       | ?              |
| Krasimir Balăkov         | 92       | 16   | 1988    | 2003           |
| Veselin Balevski         | ?        | ?    | ?       | ?              |
| Evlogi Bančev            | ?        | ?    | ?       | ?              |
| Ivan Bandalovski         | 5        | 0    | 2009    |                |
| Kalin Bankov             | 7        | 1    | 1989    | 1990           |
| Todor Barzov             | ?        | ?    | ?       | ?              |
| Dimčo Beljakov           | ?        | ?    | ?       | ?              |
| Dimităr Berbatov         | 79       | 48   | 1999    |                |
| Krasimir Bezinski        | ?        | ?    | ?       | ?              |
| Blagoj Blangev           | ?        | ?    | ?       | ?              |
| Nikolaj Bodurov          | 4        | 0    | 2010    |                |
| Stefan Bogomilov         | 6        | 1    | 1971    | 1974           |
| Aleksandăr Bončev        | ?        | ?    | ?       | ?              |
| Christo Bonev            | 96       | 48   | 1967    | 1979           |
| Georgi Bonev             | 34       | 0    | 1977    | 1981           |
| Daniel Borimirov         | 69       | 5    | 1993    | 2005           |
| Georgi Borisov           | ?        | ?    | ?       | ?              |
| Krasimir Borisov         | 18       | 2    | 1974    | 1979           |
| Sašo Borisov             | ?        | ?    | ?       | ?              |
| Georgi Božilov           | 1        | 0    | 2011    |                |
| Valeri Božinov           | 39       | 7    | 2004    |                |
| Daniel Božkov            | ?        | ?    | ?       | ?              |
| Veselin Branimirov       | ?        | ?    | ?       | ?              |
| Asen Bukarev             | ?        | ?    | ?       | ?              |
| Boian Bjanov             | 4        | 0    | 1924    | 1926           |
| Georgi Božilov           | 1        | 0    | 2011    |                |
| Stjepan Božkov           | 53       | 4    | 1946    | 1958           |
| Ilia Čalev               | ?        | ?    | ?       | ?              |
| Krasimir Čavdarov        | ?        | ?    | ?       | ?              |
| Angel Cenov              | 2        | 0    | 1977    | 1977           |
| Angel Červenkov          | 5        | 0    | 1984    | 1987           |
| Georgi Čilikov           | 6        | 1    | 2002    |                |
| Krasimir Čomakov         | 14       | 5    | 1995    | 2001           |
| Canko Cvetanov           | 40       | 0    | 1991    | 1996           |
| Valeri Cvetanov          | ?        | ?    | ?       | ?              |
| Aleksandăr Cvetkov       | 1        | 0    | 2011    |                |
| Čavdar Cvetkov           | ?        | ?    | ?       | ?              |
| Plamen Cvetkov           | ?        | ?    | ?       | ?              |
| Ivan Čvorović            | ?        | ?    | ?       | ?              |
| Marčo Dafčev             | ?        | ?    | ?       | ?              |
| Cvetan Danov             | ?        | ?    | ?       | ?              |
| Valentin Dartilov        | ?        | ?    | ?       | ?              |
| Ivan Davidov             | 11       | 1    | 1964    | 1970           |
| Valentin Deliminkov      | 5        | 0    | 1980    | 1981           |
| Spas Delev               | 2        | 0    | 2011    |                |
| Vangel Delev             | ?        | ?    | ?       | ?              |
| Ivan Dejanov             | 10       | -?   | 1964    | 1966           |
| Georgi Denev             | 49       | 10   | 1970    | 1979           |
| Dinko Dermendžiev        | 58       | 19   | 1966    | 1977           |
| Todor Diev               | 55       | 16   | 1955    | 1965           |
| Borislav Dimitrov        | 31       | 2    | 1974    | 1982           |
| Dimităr Dimitrov         | ?        | ?    | ?       | ?              |
| Dinko Dimitrov           | ?        | ?    | ?       | ?              |
| Emil Dimitrov            | ?        | ?    | ?       | ?              |
| Georgi Dimitrov Georgiev | 77       | 7    | 1978    | 1987           |
| Georgi Dimitrov          | 30       | 7    | 1953    | 1958           |
| Ivan Dimitrov            | 70       | 1    | 1957    | 1970           |
| Nikolaj Dimitrov         | 16       | 0    | 2008    |                |
| Stanimir Dimitrov        | ?        | ?    | ?       | ?              |
| Velizar Dimitrov         | 30       | 3    | 2002    |                |
| Aleksandăr Dimov         | ?        | ?    | ?       | ?              |
| Geno Dobrevski           | ?        | ?    | ?       | ?              |
| Pavel Dočev              | ?        | ?    | ?       | ?              |
| Nikolaj Domakinov        | 2        | 0    | 2005    | 2005           |
| Valeri Domovčijski       | 13       | 2    | 2006    |                |
| Dian Dončev              | ?        | ?    | ?       | ?              |
| Dončo Donev              | ?        | ?    | ?       | ?              |
| Nikolaj Donev            | ?        | ?    | ?       | ?              |
| Georgi Donkov            | 10       | 2    | 1993    | 2000           |
| Vasil Dragolov           | 1        | 1    | 1986    | 1986           |
| Ilia Djakov              | ?        | ?    | ?       | ?              |
| Svetoslav Djakov         | 1        | 0    | 2012    |                |
| Spas Dževizov            | 20       | 3    | 1976    | 1984           |
| Konstantin Efremov       | 32       | 0    | 1930    | 1935           |
| Dimităr Enčev            | ?        | ?    | ?       | ?              |
| Engibar Engibarov        | ?        | ?    | ?       | ?              |
| Eduard Eranosjan         | ?        | ?    | ?       | ?              |
| Milčo Evtimov            | ?        | ?    | ?       | ?              |
| Jordan Filipov           | ?        | ?    | ?       | ?              |
| Borislav Gabrovski       | 30       | 0    | 1929    | 1938           |
| Vladimir Gadžev          | 12       | 0    | 2010    |                |
| Boris Gaganelov          | 51       | 0    | 1963    | 1970           |
| Milko Gajdarski          | 30       | 0    | 1967    | 1970           |
| Boris Galčev             | 1        | 0    | 2012    |                |
| Ivko Gančev              | ?        | ?    | ?       | ?              |
| Atanas Garabski          | 5        | 1    | 1976    | 1977           |
| Emil Gărgorov            | 11       | 1    | 2001    | 2005           |
| Bončo Genčev             | 12       | 0    | 1990    | 1996           |
| Stanislav Genčev         | 7        | 1    | 2008    | 2010           |
| Cvetan Genev             | 3        | 0    | 1924    | 1927           |
| Cvetan Genkov            | 16       | 0    | 2005    |                |
| Blagoj Georgiev          | 49       | 4    | 2004    |                |
| Georgi Georgiev          | 11       | 0    | 1989    | 1994           |
| Ivo Georgiev             | 1        | 1    | 1996    | 1996           |
| Milen Georgiev           | ?        | ?    | ?       | ?              |
| Plamen Getov             | 25       | 4    | 1983    | 1989           |
| Gošo Ginčev              | 19       | 0    | 1989    | 1998           |
| Rusi Gočev               | 43       | 8    | 1978    | 1986           |
| Krasimir Goranov         | ?        | ?    | ?       | ?              |
| Rumjančo Goranov         | 34       | 0    | 1971    | 1979           |
| Jispo Gospodinov         | 39       | 6    | 1982    | 1986           |
| Jordan Gospodinov        | ?        | ?    | ?       | ?              |
| Aleksandăr Hristov       | 7        | 0    | 1924    | 1931           |
| Marian Hristov           | 45       | 4    | 1996    | 2007           |
| Nikola Hristov           | ?        | ?    | ?       | ?              |
| Rumen Hristov            | ?        | ?    | ?       | ?              |
| Petăr Hubčev             | 35       | 0    | 1984    | 1996           |
| Boris Hvojnev            | ?        | ?    | ?       | ?              |
| Valentin Ignatov         | ?        | ?    | ?       | ?              |
| Ivan Ilčev               | ?        | ?    | ?       | ?              |
| Georgi Iliev             | ?        | ?    | ?       | ?              |
| Ilian Iliev              | 34       | 3    | 1991    | 2000           |
| Ivan Iliev               | ?        | ?    | ?       | ?              |
| Nikolai Illiev           | 54       | 5    | 1986    | 1994           |
| Plamen Iliev             | ?        | ?    | ?       | ?              |
| Stojan Iliev             | ?        | ?    | ?       | ?              |
| Valentin Iliev           | ?        | ?    | ?       | ?              |
| Kostas Isakidis          | ?        | ?    | ?       | ?              |
| Božidar Iskrenov         | 50       | 5    | 1982    | 1989           |
| Dimităr Ivankov          | 62       | 0    | 1998    |                |
| Aleksandăr Ivanov        | ?        | ?    | ?       | ?              |
| Biser Ivanov             | ?        | ?    | ?       | ?              |
| Galin Ivanov             | ?        | ?    | ?       | ?              |
| Georgi Ivanov            | 34       | 4    | 1996    | 2005           |
| Ivan Ivanov              | ?        | ?    | ?       | ?              |
| Ivo Ivanov               | ?        | ?    | ?       | ?              |
| Petar Ivanov             | 2        | 0    | 1924    | 1924           |
| Trifon Ivanov            | 76       | 6    | 1988    | 1998           |
| Vladimir Ivanov          | ?        | ?    | ?       | ?              |
| Kiril Ivkov              | 44       | 1    | 1968    | 1979           |
| Dimităr Jakimov          | ?        | ?    | ?       | ?              |
| Kostadin Jančev          | ?        | ?    | ?       | ?              |
| Todor Jančev             | ?        | ?    | ?       | ?              |
| Hristo Janev             | ?        | ?    | ?       | ?              |
| Kosta Janev              | ?        | ?    | ?       | ?              |
| Božidar Jankov           | ?        | ?    | ?       | ?              |
| Čavdar Jankov            | ?        | ?    | ?       | ?              |
| Plamen Jankov            | ?        | ?    | ?       | ?              |
| Zlatko Jankov            | ?        | ?    | ?       | ?              |
| Zoran Janković           | 30       | 2    | 2002    | 2007           |
| Petar Jekov              | 44       | 25   | 1963    | 1972           |
| Andrei Jeljazkov         | 54       | 9    | 1974    | 1986           |
| Dobromir Jetchev         | 73       | 2    | 1961    | 1974           |
| Valeri Jočev             | ?        | ?    | ?       | ?              |
| Cvetan Jončev            | ?        | ?    | ?       | ?              |
| Vladimir Jonkov          | ?        | ?    | ?       | ?              |
| Georgi Jordanov          | ?        | ?    | ?       | ?              |
| Ivajlo Jordanov          | ?        | ?    | ?       | ?              |
| Stojan Jordanov          | ?        | ?    | ?       | ?              |
| Todor Jordanov           | ?        | ?    | ?       | ?              |
| Jordan Jordanov          | ?        | ?    | ?       | ?              |
| Velko Jotov              | ?        | ?    | ?       | ?              |
| Ivan Jovčev              | ?        | ?    | ?       | ?              |
| Hristo Jovov             | ?        | ?    | ?       | ?              |
| Georgi Kakalov           | ?        | ?    | ?       | ?              |
| Martin Kamburov          | ?        | ?    | ?       | ?              |
| Kalojan Karadžinov       | ?        | ?    | ?       | ?              |
| Roman Karakolev          | ?        | ?    | ?       | ?              |
| Asen Karaslavov          | ?        | ?    | ?       | ?              |
| Georgi Karušev           | ?        | ?    | ?       | ?              |
| Kančo Kašerov            | ?        | ?    | ?       | ?              |
| Ruzin Kerimov            | ?        | ?    | ?       | ?              |
| Ilijan Kirjakov          | 57       | 0    | 1988    | 1996           |
| Rosen Kirilov            | 51       | 0    | 1998    | 2006           |
| Atanas Kirov             | ?        | ?    | ?       | ?              |
| Ivajlo Kirov             | ?        | ?    | ?       | ?              |
| Radostin Kišišev         | 83       | 1    | 1996    | 2009           |
| Ivan Kočev               | ?        | ?    | ?       | ?              |
| Krasimir Koev            | ?        | ?    | ?       | ?              |
| Hristo Koilov            | ?        | ?    | ?       | ?              |
| Angel Kolev              | ?        | ?    | ?       | ?              |
| Božil Kolev              | 60       | 8    | 1969    | 1980           |
| Hristo Kolev             | ?        | ?    | ?       | ?              |
| Ivan Kolev               | 75       | 25   | 1950    | 1963           |
| Ljuben Kolev             | ?        | ?    | ?       | ?              |
| Stojan Kolev             | ?        | ?    | ?       | ?              |
| Milan Koprivarov         | ?        | ?    | ?       | ?              |
| Nikola Kordov            | ?        | ?    | ?       | ?              |
| Emil Kostadinov          | 69       | 26   | 1988    | 1998           |
| Kostadin Kostadinov      | 44       | 7    | 1979    | 1986           |
| Vanjo Kostov             | ?        | ?    | ?       | ?              |
| Kiril Kotev              | ?        | ?    | ?       | ?              |
| Nikola Kotkov            | ?        | ?    | ?       | ?              |
| Nikola Kovačev           | 46       | 2    | 1956    | 1963           |
| Nikolaj Krastev          | ?        | ?    | ?       | ?              |
| Toško Krastev            | ?        | ?    | ?       | ?              |
| Cvetan Krastev           | ?        | ?    | ?       | ?              |
| Emil Kremenliev          | ?        | ?    | ?       | ?              |
| Nikolaj Kurbanov         | ?        | ?    | ?       | ?              |
| Martin Kušev             | ?        | ?    | ?       | ?              |
| Stefan Lachčiev          | ?        | ?    | ?       | ?              |
| Zdravko Lazarov          | 32       | 3    | 2003    |                |
| Jordan Lečkov            | 45       | 5    | 1989    | 1998           |
| Jordan Linkov            | ?        | ?    | ?       | ?              |
| Mihail Lozanov           | 38       | 10   | 1931    | 1939           |
| Kiril Lubomirov          | ?        | ?    | ?       | ?              |
| Zarko Mačiev             | ?        | ?    | ?       | ?              |
| Dimităr Makriev          | ?        | ?    | ?       | ?              |
| Valentin Maldžanski      | ?        | ?    | ?       | ?              |
| Vladimir Mančev          | ?        | ?    | ?       | ?              |
| Stanislav Manolev        | ?        | ?    | ?       | ?              |
| Boris Manolkov           | ?        | ?    | ?       | ?              |
| Dimităr Manolov          | 8        | 1    | 1924    | 1929           |
| Krasimir Manolov         | ?        | ?    | ?       | ?              |
| Manol Manolov            | 57       | 0    | 1950    | 1961           |
| Todor Marev              | ?        | ?    | ?       | ?              |
| Atanas Marinov           | ?        | ?    | ?       | ?              |
| ? Markalov               | ?        | ?    | ?       | ?              |
| Marquinhos               | 3        | 0    | 2011    |                |
| Aleksandăr Markov        | ?        | ?    | ?       | ?              |
| Giorgi Markov            | 36       | 1    | 1999    | 2005           |
| Plamen Markov            | 38       | 6    | 1978    | 1986           |
| Gheno Mateev             | 2        | 0    | 1924    | 1924           |
| Konstantin Maznikov      | 5        | 0    | 1924    | 1927           |
| Kiril Metkov             | ?        | ?    | ?       | ?              |
| Ivan Metodiev            | ?        | ?    | ?       | ?              |
| Asen Mihajlov            | ?        | ?    | ?       | ?              |
| Atanas Mihajlov          | 45       | 23   | 1967    | 1979           |
| Borislav Mihajlov        | 102      | 0    | 1983    | 1998           |
| Nikolaj Mihajlov         | ?        | ?    | ?       | ?              |
| Petăr Mihtarski          | ?        | ?    | ?       | ?              |
| Dimităr Milanov          | 39       | 20   | 1948    | 1959           |
| Georgi Milanov           | ?        | ?    | ?       | ?              |
| Kiril Milanov            | ?        | ?    | ?       | ?              |
| Živko Milanov            | ?        | ?    | ?       | ?              |
| Jordan Miliev            | ?        | ?    | ?       | ?              |
| Anton Milkov             | ?        | ?    | ?       | ?              |
| Georgi Minčev            | ?        | ?    | ?       | ?              |
| Tenjo Minčev             | ?        | ?    | ?       | ?              |
| Veselin Minev            | ?        | ?    | ?       | ?              |
| Jordan Minev             | ?        | ?    | ?       | ?              |
| Jordan Mitev             | ?        | ?    | ?       | ?              |
| Dobromir Mitov           | ?        | ?    | ?       | ?              |
| Blagomir Mitrev          | ?        | ?    | ?       | ?              |
| Ilijan Micanski          | ?        | ?    | ?       | ?              |
| Dimităr Mladenov         | ?        | ?    | ?       | ?              |
| Stojčo Mladenov          | 59       | 15   | 1978    | 1989           |
| Dimităr Mumdžiev         | ?        | ?    | ?       | ?              |
| Jordan Murlev            | ?        | ?    | ?       | ?              |
| Dimităr Mutafčiev        | 3        | 0    | 1924    | 1925           |
| Nikola Mutafčiev         | 4        | 1    | 1924    | 1925           |
| Anatoli Nankov           | ?        | ?    | ?       | ?              |
| Georgi Najdenov          | 51       | 0    | 1955    | 1963           |
| Stefan Najdenov          | ?        | ?    | ?       | ?              |
| Valentin Najdenov        | ?        | ?    | ?       | ?              |
| Vladimir Najdenov        | ?        | ?    | ?       | ?              |
| Nesim Nešadov            | ?        | ?    | ?       | ?              |
| Asparuh Nikodimov        | ?        | ?    | ?       | ?              |
| Asen Nikolov             | ?        | ?    | ?       | ?              |
| Juri Nikolov             | ?        | ?    | ?       | ?              |
| Plamen Nikolov           | 55       | 0    | 1978    | 1988           |
| Plamen Nikolov           | 6        | 0    | 1991    | 1994           |
| Plamen Nikolov           | 5        | 0    | 2008    |                |
| Venelin Nikolov          | ?        | ?    | ?       | ?              |
| Malin Oračev             | ?        | ?    | ?       | ?              |
| Trifon Pačev             | ?        | ?    | ?       | ?              |
| Panajot Panajotov        | 45       | 5    | 1952    | 1960           |
| Pavel Panov              | ?        | ?    | ?       | ?              |
| Ivajlo Pancev            | ?        | ?    | ?       | ?              |
| Asen Pančev              | 40       | 15   | 1926    | 1936           |
| Pavel Panov              | 44       | 13   | 1971    | 1979           |
| Velian Parušev           | ?        | ?    | ?       | ?              |
| Atanas Pašev             | ?        | ?    | ?       | ?              |
| Ivan Paskov              | ?        | ?    | ?       | ?              |
| Stefan Pavlov            | ?        | ?    | ?       | ?              |
| Viktorio Pavlov          | ?        | ?    | ?       | ?              |
| Ivan Pazačev             | ?        | ?    | ?       | ?              |
| Predrag Pažin            | 32       | 0    | 2000    | 2004           |
| Georgi Peev              | 53       | 0    | 1999    |                |
| Antim Pehlivanov         | ?        | ?    | ?       | ?              |
| Dimităr Penev            | 90       | 2    | 1965    | 1974           |
| Ljuboslav Penev          | 62       | 14   | 1987    | 1998           |
| Georgi Petkov            | ?        | ?    | ?       | ?              |
| Ivailo Petkov            | 64       | 3    | 1996    | 2009           |
| Milen Petkov             | 38       | 1    | 1997    | 2004           |
| Petko Petkov             | 33       | 5    | 1970    | 1980           |
| Rusi Petkov              | ?        | ?    | ?       | ?              |
| Jordan Petkov            | ?        | ?    | ?       | ?              |
| Georgi Petrov            | ?        | ?    | ?       | ?              |
| Ivan Petrov              | ?        | ?    | ?       | ?              |
| Martin Petrov            | 92       | 20   | 1999    |                |
| Petăr Petrov             | 47       | 0    | 1981    | 1987           |
| Stilian Petrov           | 106      | 8    | 1998    |                |
| Svetoslav Petrov         | ?        | ?    | ?       | ?              |
| Vencislav Petrov         | ?        | ?    | ?       | ?              |
| Jasen Petrov             | ?        | ?    | ?       | ?              |
| Bojan Pejkov             | ?        | ?    | ?       | ?              |
| Apostol Popov            | ?        | ?    | ?       | ?              |
| Dimităr Nikolaev Popov   | ?        | ?    | ?       | ?              |
| Ivelin Popov             | ?        | ?    | ?       | ?              |
| Ivan Pritargov           | ?        | ?    | ?       | ?              |
| Ivan Radoev              | 2        | 0    | 1924    | 1925           |
| Milen Radukanov          | ?        | ?    | ?       | ?              |
| Penko Rafailov           | ?        | ?    | ?       | ?              |
| Aleksandăr Rainov        | ?        | ?    | ?       | ?              |
| Kiril Rakarov            | 58       | 1    | 1953    | 1962           |
| Zaprjan Rakov            | ?        | ?    | ?       | ?              |
| Angel Rangelov           | ?        | ?    | ?       | ?              |
| Dimităr Rangelov         | 26       | 3    | 2007    |                |
| Venčo Sabotinov          | ?        | ?    | ?       | ?              |
| Ajan Sadăkov             | ?        | ?    | ?       | ?              |
| Anjo Sadăkov             | 79       | 9    | 1981    | 1991           |
| Stojko Sakaliev          | ?        | ?    | ?       | ?              |
| Jordan Samokovliski      | ?        | ?    | ?       | ?              |
| Georgi Sarmov            | ?        | ?    | ?       | ?              |
| Aleksandăr Šalamanov     | 42       | 0    | 1963    | 1973           |
| Vladko Šalamanov         | ?        | ?    | ?       | ?              |
| Tiago Silva              | ?        | ?    | ?       | ?              |
| Plamen Simeonov          | ?        | ?    | ?       | ?              |
| Simeon Simeonov          | 34       | 0    | 1964    | 1974           |
| Simeon Simeonov          | ?        | ?    | ?       | ?              |
| Dragoljub Simonović      | ?        | ?    | ?       | ?              |
| Bogomil Simov            | ?        | ?    | ?       | ?              |
| Toško Simov              | ?        | ?    | ?       | ?              |
| Nasko Sirakov            | 79       | 23   | 1983    | 1996           |
| Zahari Sirakov           | ?        | ?    | ?       | ?              |
| Georgi Slavčev           | ?        | ?    | ?       | ?              |
| Ivo Slavčev              | ?        | ?    | ?       | ?              |
| Simeon Slavčev           | 1        | 0    | 2013    |                |
| Georgi Slavkov           | 37       | 11   | 1978    | 1983           |
| Traiko Sokolov           | ?        | ?    | ?       | ?              |
| Emil Spasov              | ?        | ?    | ?       | ?              |
| Borislav Sredkov         | ?        | ?    | ?       | ?              |
| Stefan Stajkov           | ?        | ?    | ?       | ?              |
| Angel Stankov            | ?        | ?    | ?       | ?              |
| Kiril Stankov            | ?        | ?    | ?       | ?              |
| Martin Stankov           | ?        | ?    | ?       | ?              |
| Petăr Stankov            | ?        | ?    | ?       | ?              |
| Georgi Stefanov          | ?        | ?    | ?       | ?              |
| Stojčo Stoev             | ?        | ?    | ?       | ?              |
| Hristo Stoičkov          | 83       | 37   | 1987    | 1999           |
| Stanimir Stoilov         | ?        | ?    | ?       | ?              |
| Stojčo Stoilov           | ?        | ?    | ?       | ?              |
| Ilian Stojanov           | 40       | 0    | 1998    |                |
| Ivan Stojanov            | ?        | ?    | ?       | ?              |
| Ivan Stojanov            | ?        | ?    | ?       | ?              |
| Kostadin Stojanov        | ?        | ?    | ?       | ?              |
| Stojan Stojanov          | ?        | ?    | ?       | ?              |
| Vladimir Stojanov        | ?        | ?    | ?       | ?              |
| Vladislav Stojanov       | ?        | ?    | ?       | ?              |
| ? Stojčev                | ?        | ?    | ?       | ?              |
| Jordan Stojkov           | ?        | ?    | ?       | ?              |
| Vasil Tačev              | ?        | ?    | ?       | ?              |
| Kosta Tanev              | ?        | ?    | ?       | ?              |
| Lačezar Tanev            | ?        | ?    | ?       | ?              |
| Dimităr Telkijski        | ?        | ?    | ?       | ?              |
| Petko Tenev              | ?        | ?    | ?       | ?              |
| Georgi Terziev           | ?        | ?    | ?       | ?              |
| Georgi Tihanov           | ?        | ?    | ?       | ?              |
| Vasil Tinčev             | ?        | ?    | ?       | ?              |
| Ivan Tišanski            | ?        | ?    | ?       | ?              |
| Jordan Todorov           | ?        | ?    | ?       | ?              |
| Nikolaj Todorov          | ?        | ?    | ?       | ?              |
| Svetoslav Todorov        | 42       | 6    | 1998    | 2007           |
| Aleksandăr Tomaš         | ?        | ?    | ?       | ?              |
| Igor Tomašić             | ?        | ?    | ?       | ?              |
| Aleksandăr Tonev         | ?        | ?    | ?       | ?              |
| Elin Topuzakov           | ?        | ?    | ?       | ?              |
| Minko Topuzakov          | ?        | ?    | ?       | ?              |
| Venelin Toškov           | ?        | ?    | ?       | ?              |
| Mitko Trendafilov        | ?        | ?    | ?       | ?              |
| Chavdar Tzvetkov         | 57       | 11   | 1974    | 1981           |
| Aleksandăr Tunčev        | ?        | ?    | ?       | ?              |
| Georgi Tzingov           | ?        | ?    | ?       | ?              |
| Marius Urukov            | ?        | ?    | ?       | ?              |
| Mihail Valčev            | ?        | ?    | ?       | ?              |
| Janko Valkanov           | ?        | ?    | ?       | ?              |
| Mario Valkov             | ?        | ?    | ?       | ?              |
| Valeri Valkov            | ?        | ?    | ?       | ?              |
| Ilia Valov               | 33       | 0    | 1983    | 1990           |
| Conio Vasilev            | 46       | 3    | 1973    | 1981           |
| Dimităr Vasev            | ?        | ?    | ?       | ?              |
| Gočo Vasilev             | ?        | ?    | ?       | ?              |
| Ivan Vasilev             | ?        | ?    | ?       | ?              |
| Kiril Vasilev            | ?        | ?    | ?       | ?              |
| Mladen Vasilev           | ?        | ?    | ?       | ?              |
| Stefan Velev             | ?        | ?    | ?       | ?              |
| Bojčo Veličkov           | ?        | ?    | ?       | ?              |
| Ilia Veličkov            | ?        | ?    | ?       | ?              |
| Stefan Veličkov          | ?        | ?    | ?       | ?              |
| Veselin Velikov          | ?        | ?    | ?       | ?              |
| Georgi Velinov           | 33       | 0    | 1979    | 1983           |
| Mihail Venkov            | ?        | ?    | ?       | ?              |
| Dimităr Vičev            | ?        | ?    | ?       | ?              |
| Pavel Vidanov            | ?        | ?    | ?       | ?              |
| Kostadin Vidolov         | ?        | ?    | ?       | ?              |
| Radoslav Vidov           | ?        | ?    | ?       | ?              |
| Todor Vladimirov         | 1        | 0    | 1924    | 1924           |
| Ilia Vojnov              | ?        | ?    | ?       | ?              |
| Vojn Vojnov              | 32       | 0    | 1973    | 1979           |
| Dimităr Jakimov          | 67       | 9    | 1962    | 1973           |
| Krum Janev               | 31       | 4    | 1952    | 1959           |
| Čavdar Jankov            | 48       | 5    | 2004    |                |
| Simeon Jankov            | 4        | 0    | 1924    | 1926           |
| Zlatko Jankov            | 80       | 4    | 1989    | 1999           |
| Giorgi Jordanov          | 39       | 4    | 1986    | 1998           |
| Ivajlo Jordanov          | 50       | 3    | 1991    | 2000           |
| Kiril Jovovič            | 3        | 0    | 1924    | 1925           |
| Lúcio Wagner             | ?        | ?    | ?       | ?              |
| Adalbert Zafirov         | ?        | ?    | ?       | ?              |
| Ivan Zafirov             | 50       | 1    | 1968    | 1980           |
| Krasimir Zafirov         | ?        | ?    | ?       | ?              |
| Zlatomir Zagorčić        | ?        | ?    | ?       | ?              |
| Petăr Zanev              | ?        | ?    | ?       | ?              |
| Radoslav Zdravkov        | 71       | 10   | 1974    | 1985           |
| Zdravko Zdravkov         | 70       | 0    | 1996    | 2005           |
| Petăr Zehtinski          | ?        | ?    | ?       | ?              |
| Dobromir Žečev           | ?        | ?    | ?       | ?              |
| Nasko Želev              | ?        | ?    | ?       | ?              |
| Živko Želev              | ?        | ?    | ?       | ?              |
| Andrej Željazkov         | ?        | ?    | ?       | ?              |
| Hristo Zlatinski         | ?        | ?    | ?       | ?              |